# بروك كويل
بروك كويل (بالإنجليزية: Brock Coyle)‏ هو لاعب كرة قدم أمريكية أمريكي، ولد في 12 أكتوبر 1990 في بوزيمان في الولايات المتحدة.

## وصلات خارجية
- بروك كويل على موقع مرجع كرة القدم المحترفة.كوم (الإنجليزية)